# 2月20日
2月20日（にがつはつか）は、グレゴリオ暦で年始から51日目にあたり、年末まであと314日（閏年では315日）ある。

## できごと
- 1547年 - イングランド王エドワード6世が戴冠。
- 1564年（永禄7年1月8日） - 第二次国府台合戦で北条氏が里見氏を破る。
- 1582年（天正10年1月28日） - 天正遣欧少年使節が長崎港を出港。
- 1862年 - 南北戦争: ヴァルヴァードの戦い。
- 1872年 - ニューヨークのメトロポリタン美術館が一般公開される[1]。
- 1878年 - 「海外旅券規則」が外務省布達第1号として制定される[2]。
- 1913年 - 日本で山本權兵衞が第16代内閣総理大臣に就任し、第1次山本内閣が発足。
- 1913年 - 東京・神田の三崎町を火元とする大火事が発生。2376戸が焼失する[3]。
- 1923年 - 東京駅前に丸の内ビルディングが竣工[4]。
- 1928年 - 第16回衆議院議員総選挙。男子25歳以上で実施された日本初の男子普通選挙。
- 1932年 - 第18回衆議院議員総選挙。
- 1933年 - アメリカ合衆国憲法修正第18条（禁酒法）を撤廃するための憲法修正第21条が連邦議会で発議。
- 1933年 - 築地署事件: プロレタリア作家・小林多喜二が特高警察の拷問により築地警察署で死亡[5]。
- 1935年 - シャーリー・テンプルが6歳の史上最年少でアカデミー賞特別賞を受賞。
- 1942年 - 第二次世界大戦: バリ島沖海戦で日本海軍が連合軍艦隊に勝利。
- 1949年 - 第一次能代大火: 秋田県能代市でストーブの残火の不始末が原因とする大火事が発生。死者3人、負傷者874人、住家1,296戸、非住家942棟を全焼する被害[6]。
- 1952年 - 東大ポポロ事件: 東大で開催された「劇団ポポロ」の演劇発表会に、私服警官が入場していた。これを発見した学生が、警官を取り囲んで、警察手帳を取り上げたところ、手帳に教授や学生らの監視活動が記録されていた。その後、警察は学生2人を暴力行為等処罰法で起訴。裁判では憲法が保障する学問の自由や大学の自治が争われた。
- 1954年 - 熊本県苓北町の志岐炭鉱で、坑道に海水が流入する事故が発生。死者36人[7]。
- 1962年 - マーキュリー計画: アメリカで有人宇宙船「マーキュリー・アトラス6号」（フレンドシップ7）を打上げ。アメリカ初の有人地球周回飛行に成功し、ソ連の宇宙開発レベルに追いつく。
- 1962年 - 土讃本線土佐岩原駅 - 豊永駅間で大規模な土砂崩れ。作業員2人が死亡。同年3月26日まで復旧[8]。
- 1965年 - レインジャー計画: アメリカの月ロケット「レインジャー8号」が静かの海に着陸。月衝突前に月面地表を7137枚高解像度撮影し、NASAに写真を送信した[9]。
- 1965年 - アンプル入りかぜ薬事件を受けて大正製薬、エスエス製薬が自主的に総合感冒薬の販売を停止する[10]。
- 1968年 - 金嬉老事件: 金嬉老が借金返済を求めた暴力団員2人を射殺。翌日、寸又峡の温泉旅館で経営者、宿泊客ら13人を人質に籠城した。2月24日、金は記者に変装した警察官に取り押さえられ、逮捕された。
- 1974年 - フィリピン・ルバング島で戦闘を継続していた小野田寛郎に冒険家・鈴木紀夫が接触し帰国を促す。
- 1980年 - 大阪府枚方市内の京阪電気鉄道京阪本線御殿山駅 - 枚方市駅間で、中学生5人組による置石による列車脱線転覆事故が発生。104人が負傷した。
- 1983年 - 宇宙科学研究所がX線天文観測衛星「てんま」を打上げ[11]。
- 1991年 - アルバニアの首都ティラナにあったエンヴェル・ホッジャの巨大な像が民衆によって倒される。
- 1993年 - 文部省宇宙科学研究所がX線天文観測衛星「あすか」を打上げ[12]。
- 1997年 - 大阪ドームが完成。
- 1998年 - 坂出送電塔倒壊事件：瀬戸大橋の四国側、香川県坂出市の聖通寺山にある高圧電線鉄塔が倒され、送電が妨害される[13]。
- 2005年 - 明治安田生命が金融庁監査当局より、国内保険業界史上初の業務停止命令を受ける。
- 2020年 - 新型コロナウイルスの集団感染が発生しているクルーズ船「ダイヤモンド・プリンセス」の乗客で、80代の日本人の男女2人が死亡した。同船での死者は初めて[14]。

## 誕生日

### 人物
- 1586年（天正14年1月2日） - 蜂須賀至鎮、阿波国徳島藩主（+ 1620年）
- 1751年 - ヨハン・ハインリッヒ・フォス、詩人、翻訳家（+ 1826年）
- 1758年（宝暦8年1月13日） - 柳沢里之、越後国三日市藩主（+ 1804年）
- 1776年（安永5年1月2日） - 石川総師、伊勢国亀山藩主（+ 1803年）
- 1779年 - オーガスタス・ウォール・コールコット、画家（+ 1844年）
- 1781年（安永10年1月28日） - 酒井忠藎、越前国敦賀藩主（+ 1833年）
- 1789年（寛政元年1月26日） - 酒井忠寧、上野国伊勢崎藩主（+ 1817年）
- 1802年 - シャルル＝オーギュスト・ド・ベリオ、ヴァイオリニスト、作曲家（+ 1870年）
- 1844年 - ルートヴィッヒ・ボルツマン、物理学者（+ 1906年）
- 1849年（嘉永2年1月28日） - 曾禰荒助、政治家（+ 1910年）
- 1882年 - ニコライ・ハルトマン、哲学者（+ 1950年）
- 1882年 - エリー・ナーデルマン、彫刻家（+ 1946年）
- 1883年 - 志賀直哉、小説家（+ 1971年）
- 1884年 - 杉道助、実業家（+ 1964年）
- 1886年 - 石田礼助、第5代日本国有鉄道総裁（+ 1978年）
- 1886年 - 石川啄木、歌人、詩人（+ 1912年）
- 1886年 - クン・ベーラ、政治家（+ 1939年）
- 1887年 - 武田春郎、俳優（+ 没年不詳）
- 1888年 - マリー・ランバート、舞踏家（+ 1982年）
- 1889年 - ラウレアーノ・ゴメス・カストロ、政治家（+ 1965年）
- 1890年 - サム・ライス、元プロ野球選手（+ 1974年）
- 1894年 - 左卜全、俳優（+ 1971年）
- 1895年 - 山本懸蔵、労働運動家、戦前期の日本共産党党員（+ 1939年）
- 1901年 - ルイス・カーン、建築家（+ 1974年）
- 1901年 - ヘンリー・アイリング、化学者（+ 1981年）
- 1902年 - アンセル・アダムス、写真家（+ 1984年）
- 1904年 - 武藤富男、官僚、牧師、教育者（+ 1998年）
- 1905年 - 本庄睦男、小説家（+ 1939年）
- 1906年 - 今藤綾子、三味線奏者（+ 2003年）
- 1908年 - 小山龍三、実業家、中日新聞社社主（+ 1984年）
- 1910年 - 山本幸一、政治家（+ 1996年）
- 1912年 - ピエール・ブール、小説家（+ 1994年）
- 1915年 - 水の江瀧子、女優（+ 2009年）
- 1917年 - 山本茂実、小説家（+ 1998年）
- 1917年 - マニー・ファーバー、画家、美術評論家、映画評論家（+ 2008年）
- 1919年 - 百瀬晋六、自動車技術者（+ 1997年）
- 1920年 - 金谷治、東洋学者（+ 2006年）
- 1920年 - 矢口洪一、裁判官（+ 2006年）
- 1920年 - 戸田与三郎、元プロ野球選手（+ 1986年）
- 1920年 - エフゲニー・F・ドラグノフ、銃器設計者（+ 1991年）
- 1921年 - ルース・ギップス、作曲家、ピアニスト、オーボエ奏者（+ 1999年）
- 1921年 - バディ・ロジャース、プロレスラー（+ 1992年）
- 1922年 - 熊耳武彦、元プロ野球選手（+ 没年不詳）
- 1923年 - 秋枝寿一郎、元プロ野球選手
- 1925年 - ロバート・アルトマン、映画監督（+ 2006年）
- 1925年 - 栃錦清隆、大相撲第44代横綱、第5代日本相撲協会理事長（+ 1990年）
- 1925年 - 藤野光久、元プロ野球選手（+ 1991年）
- 1925年 - 飯田幸雄、実業家（+ 2014年）
- 1926年 - リチャード・マシスン、小説家（+ 2013年）
- 1927年 - シドニー・ポワチエ、俳優（+ 2022年）
- 1928年 - 浅香光代、剣劇女優（+ 2020年）
- 1928年 - 広岡富夫、元プロ野球選手
- 1929年 - 黛敏郎、作曲家（+ 1997年）
- 1931年 - 松尾英三、実業家、元島原鉄道社長
- 1931年 - ジョン・ウィラード・ミルナー、数学者
- 1932年 - 二見敬三、将棋棋士（+ 1980年）
- 1933年 - 内井昭蔵、建築家（+ 2002年）
- 1933年 - 山田吾一、俳優（+ 2012年）
- 1933年 - 佐藤祐弘、政治家
- 1936年 - 長嶋茂雄、元プロ野球選手、読売巨人軍終身名誉監督（+ 2025年）
- 1937年 - 小平桂一、天文学者
- 1937年 - 山藤章二、イラストレーター（+ 2024年）
- 1937年 - 久保友之、元プロ野球選手（+ 2023年）
- 1937年 - ロベルト・フーバー、生化学者
- 1938年 - 稲垣美穂子、女優（+ 2024年）
- 1938年 - リチャード・ベイマー、俳優
- 1940年 - クリストフ・エッシェンバッハ、指揮者、ピアニスト
- 1940年 - 百瀬博教、作家、詩人、格闘技プロデューサー（+ 2008年）
- 1942年 - 藤田陽三、政治家（+ 2023年）
- 1942年 - 若二瀬唯之、元大相撲力士（+ 1997年）
- 1943年 - アントニオ猪木、プロレスラー、実業家（+ 2022年）
- 1943年 - マイク・リー、映画監督
- 1943年 - クライド・ライト、元プロ野球選手
- 1944年 - 川田太三、ゴルフ評論家・ゴルフ場設計者
- 1944年 - 岡本一雄、実業家（+ 2019年）
- 1945年 - ドナルド・マクファーソン、フィギュアスケート選手（+ 2001年）
- 1945年 - ジョージ・スムート、物理学者
- 1947年 - 広瀬宰、元プロ野球選手（+ 1999年）
- 1948年 - 小山ゆう、漫画家
- 1949年 - 柴田宋休、陶芸家、浄土宗僧侶、詩画作家、エッセイスト
- 1949年 - 林望、作家、日本文学者
- 1949年 - 大西譲治、元プロ野球選手
- 1949年 - 石波義人、俳優、声優
- 1950年 - 志村けん、タレント（ザ・ドリフターズ）（+ 2020年[15]）
- 1950年 - ばんばひろふみ、フォークシンガー
- 1950年 - 土山しげる、漫画家（+ 2018年[16]）
- 1951年 - ゴードン・ブラウン、元政治家、第74代イギリス首相
- 1951年 - ドス・カラス、プロレスラー
- 1951年 - 美内すずえ、漫画家
- 1951年 - 奥田和男、元プロ野球選手
- 1952年 - 有田芳生、ジャーナリスト、政治家
- 1953年 - 四方田犬彦、比較文学者、映画誌研究者、作家
- 1953年 - リッカルド・シャイー、指揮者
- 1954年 - 三遊亭圓王、落語家
- 1956年 - 安次富修、政治家
- 1957年 - 梨羽侑里、声優
- 1958年 - 飯島三智、芸能マネージャー、実業家
- 1958年 - かとうかず子、女優
- 1958年 - 高塚哲広、気象予報士
- 1959年 - 稲田朋美、政治家、弁護士
- 1959年 - ビル・ガリクソン、元プロ野球選手
- 1959年 - モロ師岡、俳優
- 1960年 - 河森正治、アニメ監督、メカニックデザイナー
- 1960年 - ビクトル・メサ、野球選手
- 1961年 - 大平雅美、アナウンサー
- 1961年 - 紅理子、歌手
- 1962年 - 真島昌利、ミュージシャン、ギタリスト（THE BLUE HEARTS、THE HIGH-LOWS、ザ・クロマニヨンズ）
- 1962年 - 中島めぐみ、元タレント、元歌手
- 1963年 - イアン・ブラウン、ミュージシャン
- 1963年 - チャールズ・バークレー、バスケットボール選手
- 1963年 - 山越吉洋、元プロ野球選手
- 1963年 - 清水ちなみ、コラムニスト
- 1963年 - 崔永元、アナウンサー
- 1964年 - 遊佐未森、シンガーソングライター
- 1966年 - シンディ・クロフォード、スーパーモデル、女優
- 1966年 - 春日富士晃大、元大相撲力士（+ 2017年）
- 1967年 - カート・コバーン、ミュージシャン、ギタリスト（+ 1994年）
- 1967年 - リリ・テイラー、女優
- 1967年 - 田中ウルヴェ京、元アーティスティックスイミング選手
- 1968年 - いしのようこ、女優
- 1969年 - 外道、プロレスラー
- 1969年 - 渡辺梓、女優
- 1969年 - 浜中順子、アナウンサー
- 1969年 - シニシャ・ミハイロビッチ、元サッカー選手、指導者
- 1970年 - 忰田幸也、元プロ野球選手
- 1971年 - ヤリ・リトマネン、サッカー選手
- 1972年 - シェーン・スペンサー、元プロ野球選手
- 1972年 - 田村香織、元AV女優
- 1972年 - スティーブ・ヤンセン、元野球選手、監督
- 1973年 - TOKU、歌手、フリューゲルホルン奏者
- 1974年 - 大野智子、元アナウンサー
- 1975年 - リバン・ヘルナンデス、元プロ野球選手
- 1975年 - ブライアン・リトレル、ミュージシャン（バックストリート・ボーイズ）
- 1976年 - エド・グラハム、ミュージシャン（ザ・ダークネス）
- 1978年 - コーリー・スピンクス、プロボクサー、第20代IBF世界スーパーウェルター級王者
- 1978年 - 武内健、声優
- 1978年 - 窪田淳、元プロ野球選手
- 1978年 - ジェイ・ヘルナンデス、俳優
- 1979年 - 森田剛、俳優、歌手（元V6、Coming Century）
- 1979年 - 黄龍義、野球選手
- 1980年 - アルトゥール・ボルツ、サッカー選手
- 1980年 - 石田明、お笑い芸人（NON STYLE）
- 1980年 - 井澤健、元俳優
- 1980年 - 高遠るい、漫画家
- 1980年 - 中村悠一[17]、声優
- 1980年 - 今村夏子、小説家
- 1981年 - aika、歌手
- 1982年 - 小西遼生、俳優、声優
- 1982年 - 小林千紘、野球選手、ゴルファー
- 1983年 - 上村和裕、元プロ野球選手
- 1983年 - ジャスティン・バーランダー、プロ野球選手
- 1983年 - ホセ・モラレス、元プロ野球選手
- 1984年 - 小出恵介、俳優
- 1984年 - 矢部美希、元グラビアアイドル
- 1984年 - ブライアン・マッキャン、元プロ野球選手
- 1985年 - ユーリャ・ヴォルコヴァ、歌手（t.A.T.u.）
- 1985年 - 夏目理緒、タレント、元グラビアアイドル
- 1985年 - 小川彩佳、フリーアナウンサー
- 1985年 - ライアン・スウィーニー、元プロ野球選手
- 1986年 - 山下良美、サッカー審判員
- 1987年 - GOLF、歌手（GOLF&MIKE、GYM）
- 1987年 - 休日課長、ミュージシャン（ゲスの極み乙女、DADARAY）
- 1988年 - スペンサー・パットン、プロ野球選手
- 1988年 - リアーナ、歌手
- 1989年 - 清田のぞみ、アナウンサー
- 1989年 - 黒田真由、元体操選手
- 1990年 - 三戸なつめ、ファッションモデル、歌手、タレント
- 1990年 - 秋場まなと、元俳優
- 1990年 - 小菅晴香、フリーアナウンサー
- 1990年 - 関舞、元バレーボール選手
- 1990年 - チーロ・インモービレ、サッカー選手
- 1990年 - レオ・ヘルナンデス、元プロ野球選手
- 1990年 - 三原健司、ミュージシャン（フレデリック）
- 1990年 - 三原康司、ミュージシャン（フレデリック）
- 1991年 - セバスチアン・イヴァサキ、フィギュアスケート選手
- 1992年 - 東弘明、元プロ野球選手
- 1992年 - 川北麗美、アイドル
- 1993年 - 橋本奈々未、元アイドル（元乃木坂46）
- 1994年 - ルイス・セベリーノ、プロ野球選手
- 1994年 - 大泉健斗、ニッポン放送アナウンサー
- 1995年 - 高木祥太、ミュージシャン（BREIMEN、エドガー・サリヴァン）
- 1995年 - 徳永ゆうき、演歌歌手
- 1995年 - 李卓、アメリカンフットボール選手
- 1996年 - 伊藤万理華、女優、元アイドル（元乃木坂46）
- 1996年 - 伊藤梨沙子、ファッションモデル、女優
- 1996年 - 矢野晴人、ボーカリスト、YouTuber、バンドマン（Non Stop Rabbit）
- 1996年 - 河北はるな、AV女優
- 1997年 - 焚吐、シンガーソングライター、ミュージシャン、歌手
- 1997年 - 藤崎ふみ、アイドル、ピアニスト（BANZAI JAPAN、NIRA）
- 1997年 - 野本ほたる、女優
- 1998年 - 藤田ニコル、ファッションモデル、タレント
- 1998年 - 西銘駿[18]、俳優
- 1998年 - yunocy、グラビアアイドル
- 1998年 - 上土井雅大、元陸上競技選手
- 1999年 - 藤林泰也、俳優
- 2000年 - 中沢元紀、俳優
- 2001年 - 坂口有望、シンガーソングライター
- 2002年 - 吉田莉桜、ファッションモデル
- 2002年 - 玉田志織、モデル、女優
- 2003年 - オリヴィア・ロドリゴ、シンガーソングライター
- 2004年 - 飯島緋梨、女優、ファッションモデル
- 2004年 - 島野愛友利、野球選手
- 2005年 - 北村流音、プロ野球選手
- 2006年 - 竹内希来里、アイドル（日向坂46）
- 2007年 - 谷原柚希、騎手
- 2012年 - 池村咲良、子役
- 生年不詳 - 高橋久美子、キャラクターデザイナー
- 生年不詳 - あえか、シンガーソングライター
- 生年不詳 - 小野綾子、声優
- 生年非公表 - 冨田泰代、声優
- 生年非公表 - 晴一ユウ、声優

### 人物以外（動物など）
- 1937年 - イエリユウ、競走馬（+ 1941年）
- 1991年 - ウインドインハーヘア、競走馬、繁殖牝馬
- 1995年 - カラジ、競走馬
- 1995年 - キョウワダイキチ、競走馬（+ 2005年）
- 1999年 - ウォーエンブレム、競走馬
- 2001年 - エアシェイディ、競走馬
- 2005年 - キングスゲイトネイティヴ、競走馬
- 2008年 - アドマイヤラクティ、競走馬
- 2009年 - ジェンティルドンナ、競走馬、繁殖牝馬

## 忌日

### 人物
- 658年（斉明天皇4年2月20日）- 巨勢徳多、飛鳥時代の公卿、左大臣
- 784年（延暦3年1月25日） - 紀吉継、女官、紀広純の娘
- 1194年 - タンクレーディ、シチリア王（* 1139年）
- 1431年 - マルティヌス5世、ローマ教皇（* 1368年）
- 1513年 - ハンス、デンマーク王（* 1455年）
- 1579年 - ニコラス・ベーコン、政治家（* 1510年）
- 1618年 - フィリップス・ヴィレム、オラニエ公（* 1554年）
- 1626年 - ジョン・ダウランド、作曲家（* 1563年）
- 1762年 - トビアス・マイヤー、天文学者（* 1723年）
- 1771年 - ジャン＝ジャック・ドルトゥー・ド・メラン（英語版）、天文学者、M43発見者（* 1678年）
- 1773年 - カルロ・エマヌエーレ3世、サルデーニャ王（* 1701年）
- 1778年 - ラウラ・バッシ、物理学者（* 1711年）
- 1780年 - ヨハネス・ブルマン、植物学者、医師（* 1707年）
- 1790年 - ヨーゼフ2世、神聖ローマ皇帝（* 1741年）
- 1841年 - フリードリヒ・ゼルチュルナー、薬剤師（* 1783年）
- 1861年 - ウジェーヌ・スクリーブ、劇作家、小説家（* 1791年）
- 1862年 - ウィリー・リンカーン、エイブラハム・リンカーンの三男（* 1850年）
- 1890年 - P・G・T・ボーリガード、南軍の大将（* 1818年）
- 1895年 - フレデリック・ダグラス、奴隷解放運動家（* 1818年）
- 1907年 - アンリ・モアッサン、化学者（* 1852年）
- 1909年 - ポール・ランソン、画家（* 1864年）
- 1915年 - 岩村通俊、官僚、政治家（* 1840年）
- 1916年 - ポントゥス・アルノルドソン、ジャーナリスト、政治家（* 1844年）
- 1919年 - 村山槐多、洋画家（* 1896年）
- 1920年 - ロバート・ピアリー、探検家（* 1856年）
- 1920年 - ジャシンタ・マルト、福者（* 1910年）
- 1933年 - 小林多喜二、小説家（* 1903年）
- 1945年 - 光永星郎、実業家、日本広告・日本電報通信社（後の電通）創業者（* 1866年）
- 1947年 - 林古渓、歌人、作詞家、漢文学者（* 1875年）
- 1949年 - 村上正輔[19]、実業家、2代目日産自動車社長（* 1878年）
- 1952年 - 高田保、劇作家、随筆家（* 1895年）
- 1954年 - セイディー・マクマホン、プロ野球選手（* 1867年）
- 1955年 - オズワルド・アベリー、医師・医学研究者（* 1877年）
- 1956年 - ハインリッヒ・バルクハウゼン、物理学者（* 1881年）
- 1957年 - 大麻唯男、内務官僚、政治家（* 1889年）
- 1960年 - レオナード・ウーリー、考古学者（* 1880年）
- 1961年 - パーシー・グレインジャー、作曲家（* 1882年）
- 1962年 - 鳥井信治郎、サントリー創業者（* 1879年）
- 1962年 - 石田寿、裁判官、元高松高等裁判所長官（* 1895年）
- 1963年 - フェレンツ・フリッチャイ、指揮者（* 1914年）
- 1966年 - チェスター・ニミッツ、アメリカ海軍の元帥（* 1885年）
- 1969年 - エルネスト・アンセルメ、指揮者（* 1883年）
- 1972年 - マリア・ゲッパート＝メイヤー、物理学者（* 1906年）
- 1973年 - 棚橋小虎、労働運動家、政治家（* 1889年）
- 1976年 - レネ・カサン、法学者、「世界人権宣言」起草者（* 1887年）
- 1978年 - 島田賢一、実業家、チッソ代表取締役社長（* 1910年）
- 1983年 - 河津清三郎、俳優（* 1908年）
- 1985年 - 中野好夫、英文学者、評論家（* 1903年）
- 1988年 - ボブ・オファレル、プロ野球選手（* 1896年）
- 1989年 - 國場幸昌、政治家（* 1912年）
- 1991年 - 賀原夏子、女優（* 1921年）
- 1993年 - フェルッチオ・ランボルギーニ、実業家、ランボルギーニ設立（* 1916年）
- 1994年 - 大和田夏希、漫画家（* 1953年）
- 1996年 - 武満徹、作曲家（* 1930年）
- 1999年 - 榛葉英治、小説家（* 1912年）
- 1999年 - マッキー・フェアリー（英語版）、歌手（元カラパナ）（* 1955年）
- 2001年 - 今堀宏三、生物学者（* 1917年）
- 2002年 - 福村虎治郎、英語学者（* 1914年）
- 2003年 - 小林政敏、元リュージュ選手（* 1948年）
- 2003年 - エディ・トムソン、元サッカー監督（* 1947年）
- 2004年 - 山中貞則、政治家（* 1921年）
- 2004年 - 小原宏裕、映画監督（* 1935年）
- 2005年 - 児玉末男、政治家（* 1921年）
- 2005年 - 長橋芙美子、ドイツ文学者（* 1929年）
- 2005年 - ハンター・S・トンプソン、ジャーナリスト（* 1937年）
- 2006年 - 角田達郎、実業家、西日本旅客鉄道初代社長（* 1928年）
- 2006年 - 田辺昭三、考古学者（* 1933年）
- 2008年 - 坂本敏美、騎手（* 1952年）
- 2008年 - 森口華弘、染織家（* 1909年）
- 2008年 - 高野裕美子、小説家、翻訳家（* 1957年）
- 2008年 - ロイ・シャイダー、映画俳優（* 1932年）
- 2009年 - 神谷不二、慶應義塾大学名誉教授、産経新聞正論メンバー（* 1927年）
- 2009年 - 塩澤護、実業家、第8代養命酒製造社長（* 1921年）
- 2009年 - クリストファー・ノーラン、詩人、作家（* 1965年）
- 2010年 - 黒木三郎、法学者、早稲田大学名誉教授（* 1922年)
- 2010年 - 熊谷清、実業家、川崎汽船元社長（* 1918年)
- 2010年 - 桜井正明、脚本家（* 1948年)
- 2010年 - アレクサンダー・ヘイグ、政治家、第59代アメリカ合衆国国務長官（* 1924年)
- 2010年 - ジョヴァンニ・ペッテネッラ、自転車競技選手（* 1943年)
- 2011年 - 伊藤研一、実業家、伊藤ハム社長（* 1937年）
- 2011年 - 杵島隆、写真家（* 1920年）
- 2012年 - 平田正蔵、実業家、元福岡放送社長（* 1929年）
- 2012年 - 島村慎市郎、政治家（* 1936年）
- 2013年 - 飯野賢治、ゲームクリエーター（* 1970年）
- 2013年 - サイクロン・ネグロ、プロレスラー（* 1932年）
- 2014年 - 榊米一郎、電子工学者、名古屋大学名誉教授、豊橋技術科学大学名誉教授（* 1913年）
- 2015年 - 山下敏明、実業家、元福岡銀行頭取（* 1915年）
- 2016年 - 沖正一郎、実業家、元ファミリーマート社長、元良品計画会長（* 1926年）
- 2016年 - 富塚三夫、労働運動家、元日本労働組合総評議会事務局長（* 1929年）
- 2017年 - 中野貞一郎、法学者、大阪大学名誉教授（* 1925年）
- 2017年 - とりしも、イラストレーター（* 1973年）
- 2017年 - ヴィタリー・チュルキン、外交官、国連大使（* 1952年）
- 2018年 - 谷田利景、ポッカコーポレーション（現：ポッカサッポロフード&ビバレッジ）創業者（* 1926年）
- 2018年 - 金子兜太、俳人（* 1919年）
- 2018年 - 伊達治一郎、レスリング選手、1976年モントリオール五輪金メダリスト（* 1952年）
- 2019年 - クロード・ゴレッタ、映画監督、脚本家、テレビプロデューサー（* 1929年）
- 2020年 - 佐々木隆之、実業家、JR西日本代表取締役元社長、同社元取締役会長（* 1946年）
- 2020年 - 斎藤恒久、劇場経営者、浅草ロック座会長（* 1947年）
- 2020年 - 中江滋樹、ジャーナリスト、元投資ジャーナル会長（* 1954年）
- 2020年 - 芳賀徹、比較文学者、京都造形芸術大学名誉学長、東京大学・国際日本文化研究センター名誉教授（* 1931年）
- 2021年 - 安田猛、元プロ野球選手（* 1947年）
- 2021年 - マウロ・ベルージ、元サッカー選手（* 1950年）
- 2021年 - スタン・ウィリアムズ、プロ野球選手（* 1936年）
- 2021年 - クリス・クラフト、レーシングドライバー（* 1939年）
- 2021年 - アンリ・クルティーヌ、柔道家（* 1930年）
- 2021年 - ディーン樋口、元プロレスラー、元WWWF世界タッグチーム王者（* 1940年）
- 2022年 - 小松英雄、国語学者、筑波大学名誉教授（* 1929年）
- 2022年 - 杉本尚次、地理学者、文化人類学者（* 1931年）
- 2022年 - アレクサンドル・シドレンコ、元競泳選手、1980年モスクワ五輪金メダリスト（* 1960年）
- 2022年 - 西郷輝彦、俳優、歌手 (* 1947年)
- 2023年 - 田頭博昭、工学者、室蘭工業大学元学長、北海道大学名誉教授（* 1933年）
- 2023年 - 前田穣、政治家、元宮崎県綾町長（* 1945年）
- 2023年 - 時代吉二郎、俳優（* 1942年）
- 2023年 - 山根貞男、映画評論家（* 1939年）
- 2024年 - 山本陽子、女優（* 1942年）
- 2024年 - 川本一之、経営者、元中国新聞社社長（* 1944年）
- 2024年 - アンドレアス・ブレーメ、プロサッカー選手（* 1960年）
- 2024年 - 宮嵜靖則、薬学者（* 1963年）
- 2024年 - ヴィタリ・クープリ、ピアニスト、キーボーディスト、作曲家（* 1974年）

### 人物以外（動物など）
- 2009年 - ソックス、ビル・クリントン元アメリカ合衆国大統領が在任中に一家でホワイトハウスにて飼っていた猫（推定年齢18歳）

## 記念日・年中行事
- 世界社会正義の日（ 世界）
2007年の国連総会決議で制定され、2009年から実施された国際デー。貧困削減や、国際労働機関の定める労働者の権利の促進を目的に制定。
- 旅券の日（ 日本）
1878年のこの日、外務省布達第1号「海外旅券規則」で「旅券」という用語が初めて使用されたことにちなみ、外務省が1998年に制定[20]。
- アレルギーの日（ 日本）
日本アレルギー協会が1995年に制定。1966年のこの日、免疫学者の石坂公成・照子夫妻が、ブタクサによる花粉症の研究からアレルギーを起こす原因となる免疫グロブリンEを発見したことを発表した[20][21]。
- 交通事故死ゼロを目指す日（ 日本）
日本政府が生活安心プロジェクトの一環として2008年から実施。2月20日と、春・秋の全国交通安全運動の期間中の4月10日・9月30日。
- 歌舞伎の日（ 日本）
慶長12年2月20日（旧暦）、出雲阿国が江戸城において将軍徳川家康や諸大名の前で初めて歌舞伎踊りを披露したことにちなむ[22]。
- 愛媛県政発足記念日（ 日本）
1873年のこの日に石鉄県と神山県が合併して愛媛県が誕生したことに由来。1973年に最初の記念行事が行われ、「愛媛県章」（1989年のデザイン変更に伴い廃止）と県民歌「愛媛の歌」が制定された[23]。
- 夫婦円満の日（ 日本）
「こいまろ茶」を飲んで夫婦の絆を深め、日本の夫婦に円満になってもらいたいという願いから、こいまろ茶を販売する京都府宇治市の株式会社宇治田原製茶場が制定。日付は2と20で「ふう（2）ふ（2）円満（0）」の語呂合わせから。
- 湯の花祭り（ 日本）
千葉県市川市の白幡天神社で毎年この日に行なわれる神事。大釜に煮えたぎらせた熱湯を、宮司が熊笹の大束で参詣者に振りかけ、1年間の無病息災を願う。神事の後熊笹は参詣者によって持ち帰られ、一年間大切に祀られ、翌年の『湯の花祭り』で大釜の湯を沸かす火にくべられる。祭りでは、地元の女性たちによって、里芋の田楽や甘酒が参詣者にふるまわれる[24]。